# 4754 Panthoos
A 4754 Panthoos (ideiglenes jelöléssel 5010 T-3) egy kisbolygó a Naprendszerben. Cornelis Johannes van Houten,  Ingrid van Houten-Groeneveld,  Tom Gehrels fedezte fel 1977. október 16-án.